# Carex lidii
Carex lidii är en halvgräsart som beskrevs av Hadac. Carex lidii ingår i släktet starrar, och familjen halvgräs. Inga underarter finns listade i Catalogue of Life.